# Opfikon
Opfikon é uma comuna da Suíça, situada no distrito de Bülach, no cantão de Zurique. Tem 5,61 km² de área e sua população em 2018 foi estimada em 20.356 habitantes.